# Teologumenon
Teologumenon (z řeckého "mluvit o božstvu") je teologická výpověď, která není oficiálně vyhlášena učitelským úřadem církve. Není závazná, ale představuje jistý teologický výklad. Pokud se nestaví proti dogmatům má právo na existenci v církvi jakožto osobní teologické mínění.